# Aldo Vettori
Aldo Vettori (Pisa, 2 ottobre 1903 – Pisa, 5 maggio 1996) è stato un calciatore e allenatore di calcio italiano, di ruolo difensore.
Era conosciuto come Vettori I per distinguerlo da Ezio, anch'egli giocatore del Pisa.

## Carriera
Con il Pisa disputa 112 partite nell'arco di nove stagioni, comprese 42 presenze in tre campionati di massima serie a partire dal 1923-1924.